# Long Hồ (phường)
Long Hồ là một phường thuộc quận Phú Xuân, thành phố Huế, Việt Nam.

## Địa lý
Phường Long Hồ có diện tích 80,44 km², dân số năm 2023 là 15.959 người, mật độ dân số đạt 198 người/km².

## Hành chính
Phường Long Hồ được chia thành 17 tổ dân phố: An Bình, Chầm, Định Môn, Hải Cát, Hòa An, Kim Ngọc, La Khê Bãi, La Khê Trẹm, Liên Bằng, Long Hồ Hạ 1, Long Hồ Hạ 2, Long Hồ Thượng 1, Long Hồ Thượng 2, Ngọc Hồ, Nham Biều - Lựu Bảo, Thạch Hàn, Xước Dũ.

## Lịch sử
Trước đây, xã Hương Hồ và xã Hương Thọ thuộc huyện Hương Trà.
Ngày 11 tháng 3 năm 1977, huyện Hương Trà sáp nhập với các huyện Phong Điền và Quảng Điền thành huyện Hương Điền. Xã Hương Hồ và xã Hương Thọ thuộc huyện Hương Điền.
Ngày 11 tháng 9 năm 1981, Hội đồng Bộ trưởng ban hành Quyết định số 64-HĐBT. Theo đó:
- Sáp nhập các thôn Thanh Chữ, Cổ Bưu, Bổn Trì, Bổn Phổ, An Lưu thuộc xã Hương Chữ vào xã Hương Hồ; đồng thời sáp nhập xã Hương Hồ vào thành phố Huế.
- Sáp nhập xã Hương Thọ vào thành phố Huế (trừ thôn Dương Hòa được sáp nhập vào huyện Hương Phú).

Ngày 17 tháng 9 năm 1981, Hội đồng Bộ trưởng ban hành Quyết định số 73-HĐBT về việc tách các thôn Thanh Chữ, Cổ Bưu, An Lưu, Bổn Trì, Bổn Phổ, An Vân Thượng và An Hòa Thượng thuộc xã Hương Hồ để thành lập xã Hương An.
Ngày 29 tháng 9 năm 1990, Hội đồng Bộ trưởng ban hành Quyết định số 345-HĐBT về việc chuyển xã Hương Hồ và xã Hương Thọ về huyện Hương Trà vừa tái lập.
Ngày 15 tháng 11 năm 2011, Chính phủ ban hành Nghị quyết số 99/NQ-CP về việc thành lập phường Hương Hồ thuộc thị xã Hương Trà trên cơ sở toàn bộ 3.376 ha diện tích tự nhiên và 9.426 người của xã Hương Hồ. Phường Hương Hồ và xã Hương Thọ trực thuộc thị xã Hương Trà.
Ngày 27 tháng 4 năm 2021, Ủy ban Thường vụ Quốc hội ban hành Nghị quyết số 1264/NQ-UBTVQH14 (nghị quyết có hiệu lực từ ngày 1 tháng 7 năm 2021) về việc chuyển phường Hương Hồ và xã Hương Thọ về thành phố Huế quản lý.
Tính đến ngày 31 tháng 12 năm 2023, phường Hương Hồ có 9 tổ dân phố: An Bình, Chầm, Long Hồ Hạ 1, Long Hồ Hạ 2, Long Hồ Thượng 1, Long Hồ Thượng 2, Ngọc Hồ, Nham Biều - Lựu Bảo, Xước Dũ. Xã Hương Thọ có 8 thôn: Định Môn, Hải Cát, Hòa An, Kim Ngọc, La Khê Bãi, La Khê Trẹm, Liên Bằng, Thạch Hàn.
Ngày 30 tháng 11 năm 2024:
- Quốc hội ban hành Nghị quyết số 175/2024/QH15[2] về việc thành lập thành phố Huế trực thuộc trung ương trên cơ sở toàn bộ diện tích và dân số tỉnh Thừa Thiên Huế (nghị quyết có hiệu lực từ ngày 1 tháng 1 năm 2025).
- Ủy ban Thường vụ Quốc hội ban hành Nghị quyết số 1314/NQ-UBTVQH15[1] về việc sắp xếp đơn vị hành chính cấp huyện, cấp xã của thành phố Huế giai đoạn 2023 – 2025 (nghị quyết có hiệu lực từ ngày 1 tháng 1 năm 2025). Theo đó:
  - Thành lập phường Long Hồ thuộc thành phố Huế trên cơ sở toàn bộ 46,91 km² diện tích tự nhiên, quy mô dân số 5.429 người của xã Hương Thọ và toàn bộ 33,53 km² diện tích tự nhiên, quy mô dân số 10.530 người của phường Hương Hồ.
  - Thành lập quận Phú Xuân thuộc thành phố Huế. Phường Long Hồ trực thuộc quận Phú Xuân.

Phường Long Hồ có 80,44 km² diện tích tự nhiên và quy mô dân số 15.959 người.